# گریاببی
گریاببی (به انگلیسی: Greyabbey) یک روستا در بریتانیا است که در شهرستان داون واقع شده‌است. گریاببی ۹۳۹ نفر جمعیت دارد.